# Jake Phelps
Pour les articles homonymes, voir Phelps.
Jake Phelps, né le 24 septembre 1962 en Californie et mort le 14 mars 2019 à San Francisco (Californie), est un journaliste américain.
Il a été  rédacteur en chef du magazine de skateboard Thrasher. Skateur lui-même à son temps perdu, il était guitariste dans un groupe appelé Bad Shit.

## Biographie
Jake Phelps créa une controverse après avoir créé une liste de « bannis » du magazine Thrasher, émettant des propos homophobes sur certains skateurs, ce qui mit même son poste de rédacteur en chef du magazine en danger.
De plus, il créa encore une polémique après avoir soutenu publiquement son meilleur ami skateur Neil Heddings, soupçonné de meurtre sur son enfant, affirmant que la police en avait contre les skateurs tout particulièrement et qu'elle s'attaquait à Heddings pour son mode de vie peu commun. Il fit référence aussi à la police en les surnommant « Pig » (littéralement porc).
Il vivait à San Francisco en Californie.
En tant que rédacteur en chef de Thrasher, Phelps a sélectionné le patineur de l'année (SOTY) à partir de 1993. La sélection finale de Phelps, le SOTY 2018, était Tyshawn Jones.